# Bezirk Brüssel-Hauptstadt
Der Bezirk Brüssel-Hauptstadt (französisch Arrondissement administratif de Bruxelles-Capitale, niederländisch Arrondissement Brussel-Hoofdstad) ist der einzige Bezirk in der zweisprachigen Region Brüssel-Hauptstadt in Belgien. Der Bezirk umfasst die 19 zweisprachigen Gemeinden. Die beiden Amtssprachen Französisch und Niederländisch sind per Gesetz gleichberechtigt. Die Einwohner sind mehrheitlich frankophon.
Der Bezirk entstand im Jahr 1963 anlässlich der damaligen Festlegung der Sprachgrenzen in Belgien (vgl. flämisch-wallonischer Konflikt). Der bisherige Bezirk Brüssel wurde aufgelöst. Im Jahr 1995 wurde die zweisprachige provinzfreie Region Brüssel-Hauptstadt gebildet, der der Bezirk Brüssel-Hauptstadt seitdem als einziger Bezirk angehört. Der Bezirk hat seinen Sitz in der Rue des Colonies 56, 1000 Bruxelles bzw. Koloniënstraat 56, 1000 Brussel.
Der Leiter des Bezirks war ein Gouverneur. Dieses Amt wurde mit Wirkung vom 1. Juli 2014 abgeschafft. An dessen Stelle fungiert nunmehr ein Hoher Amtmann.

## Gemeinden im Bezirk Brüssel-Hauptstadt
| Gemeinde                                    | Einwohner 1. Januar 2024 | Fläche km² | Dichte Einw./km² | NIS- Code | Postleitzahl                                   |
| ------------------------------------------- | ------------------------ | ---------- | ---------------- | --------- | ---------------------------------------------- |
| Anderlecht                                  | 126.581                  | 17,74      | 7.135            | 21001     | 1070                                           |
| Auderghem/Oudergem                          | 35.350                   | 9,03       | 3.915            | 21002     | 1160                                           |
| Berchem-Sainte-Agathe/Sint-Agatha-Berchem   | 25.787                   | 2,95       | 8.741            | 21003     | 1082                                           |
| Brüssel                                     | 196.828                  | 32,61      | 6.036            | 21004     | 1000, 1020, 1030, 1040, 1050, 1060, 1120, 1130 |
| Etterbeek                                   | 49.775                   | 3,15       | 15.802           | 21005     | 1040                                           |
| Evere                                       | 45.234                   | 5,02       | 9.011            | 21006     | 1140                                           |
| Forest/Vorst                                | 58.044                   | 6,25       | 9.287            | 21007     | 1190                                           |
| Ganshoren                                   | 25.564                   | 2,46       | 10.392           | 21008     | 1083                                           |
| Ixelles/Elsene                              | 89.278                   | 6,34       | 14.082           | 21009     | 1050                                           |
| Jette                                       | 54.107                   | 5,04       | 10.736           | 21010     | 1090                                           |
| Koekelberg                                  | 22.648                   | 1,17       | 19.357           | 21011     | 1081                                           |
| Molenbeek-Saint-Jean/Sint-Jans-Molenbeek    | 98.365                   | 5,89       | 16.700           | 21012     | 1080                                           |
| Saint-Gilles/Sint-Gillis                    | 49.293                   | 2,52       | 19.561           | 21013     | 1060                                           |
| Saint-Josse-ten-Noode/Sint-Joost-ten-Node   | 26.895                   | 1,14       | 23.592           | 21014     | 1210                                           |
| Schaerbeek/Schaarbeek                       | 130.405                  | 8,14       | 16.020           | 21015     | 1030                                           |
| Uccle/Ukkel                                 | 86.806                   | 22,91      | 3.789            | 21016     | 1180                                           |
| Watermael-Boitsfort/Watermaal-Bosvoorde     | 25.295                   | 12,93      | 1.956            | 21017     | 1170                                           |
| Woluwe-Saint-Lambert/Sint-Lambrechts-Woluwe | 60.771                   | 7,22       | 8.417            | 21018     | 1200                                           |
| Woluwe-Saint-Pierre/Sint-Pieters-Woluwe     | 42.571                   | 8,85       | 4.810            | 21019     | 1150                                           |
| Bezirk Brüssel-Hauptstadt                   | 1.249.597                | 161,36     | 7.744            | 21000     | –                                              |